# Hasle (Bornholm)

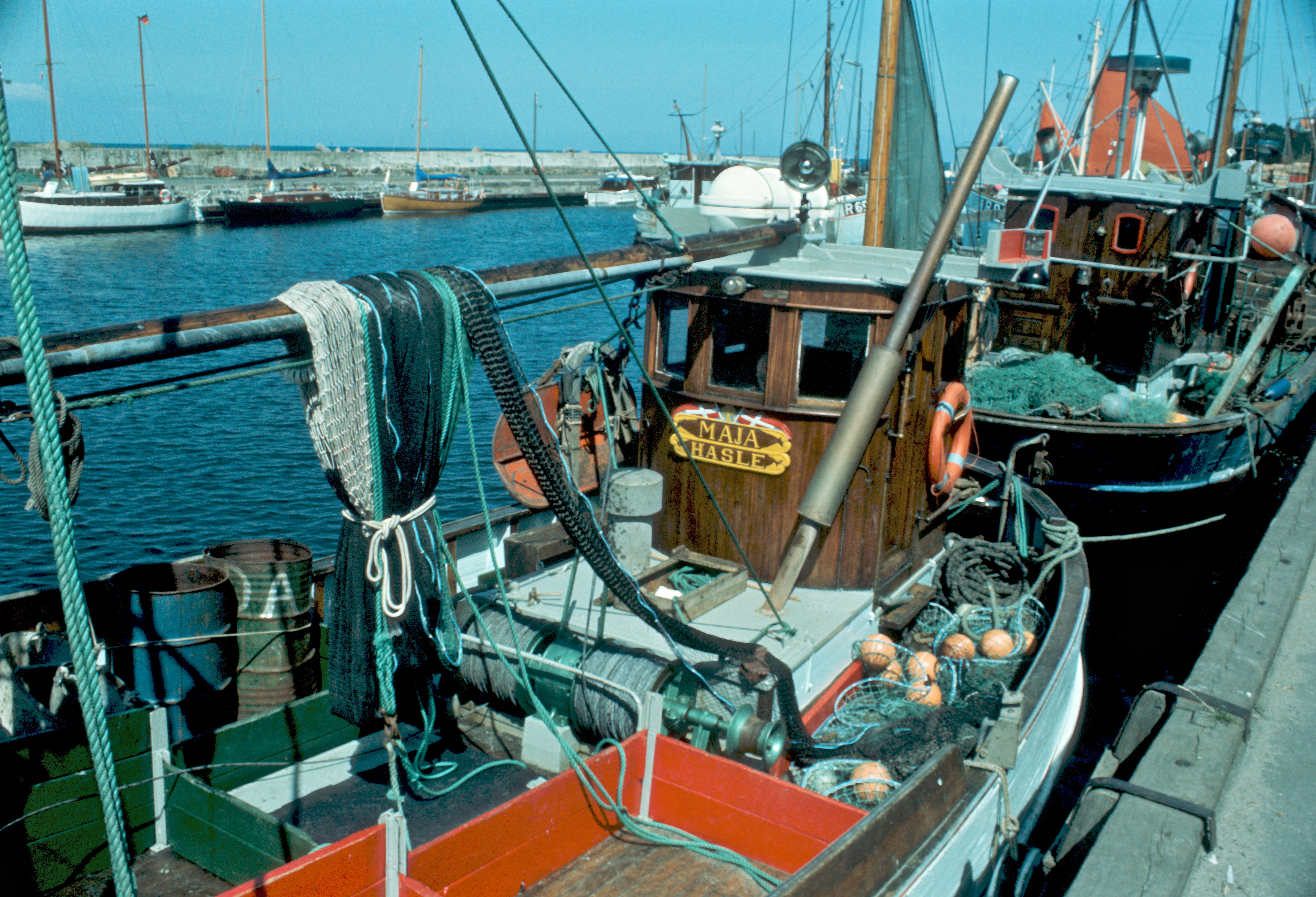
Fischkutter im Hafen von Hasle, 1973

Hasle ist eine dänische Hafenstadt in der Mitte der Westküste der Insel Bornholm, die eng mit der Geschichte der Insel verknüpft ist. Hier fanden sich im Jahre 1658 die Männer zusammen, die Bornholm unter der Führung von Jens Koefoed von der schwedischen Besatzungsmacht zu befreien beschlossen. In der Stadt leben 1638 Einwohner (Stand 1. Januar 2023).
Hasle liegt etwa elf Kilometer nördlich von Rønne und etwa sieben Kilometer westlich von Klemensker.

Hasle
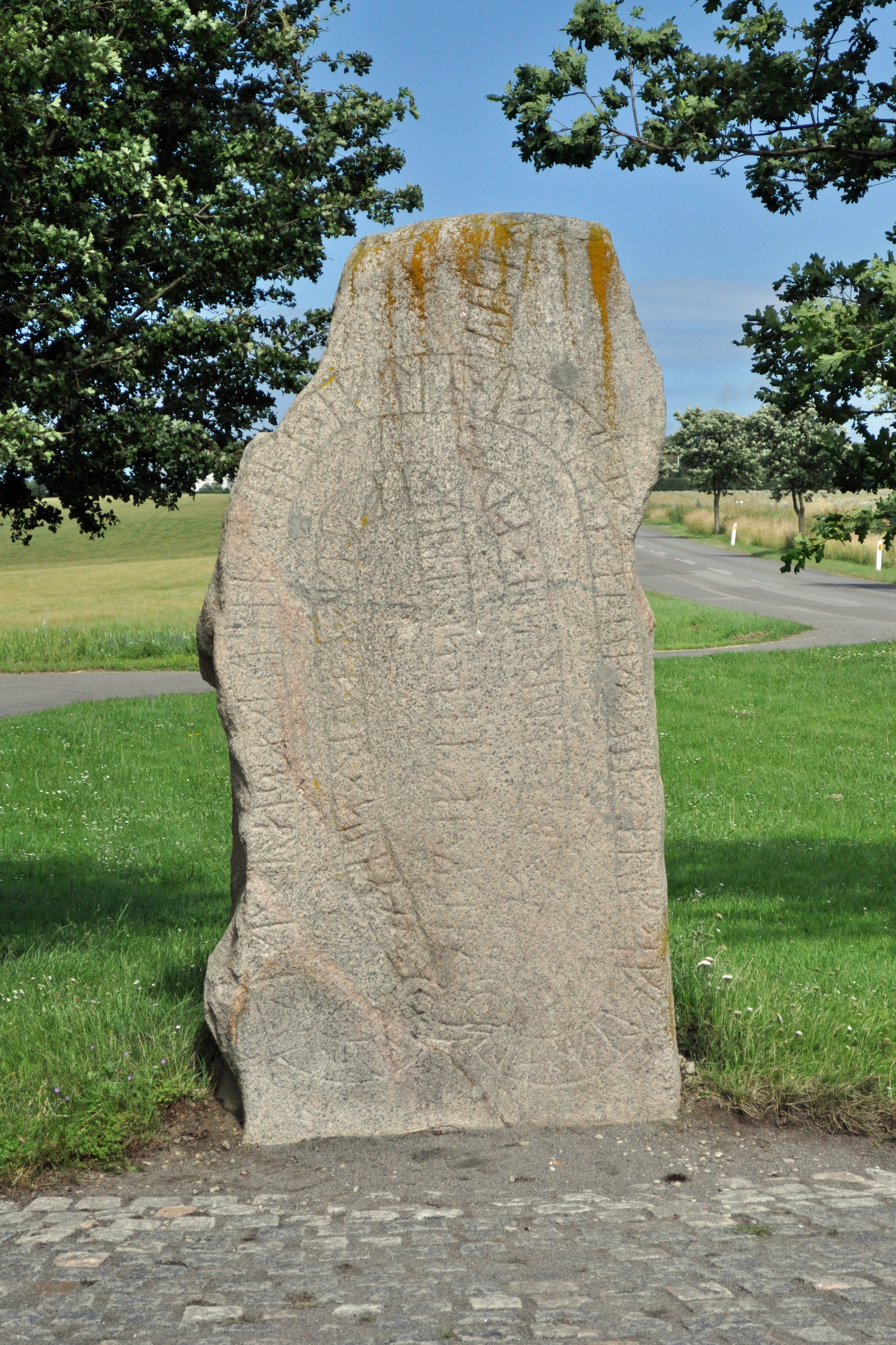
Brogårdstein, bei Hasle (2012)
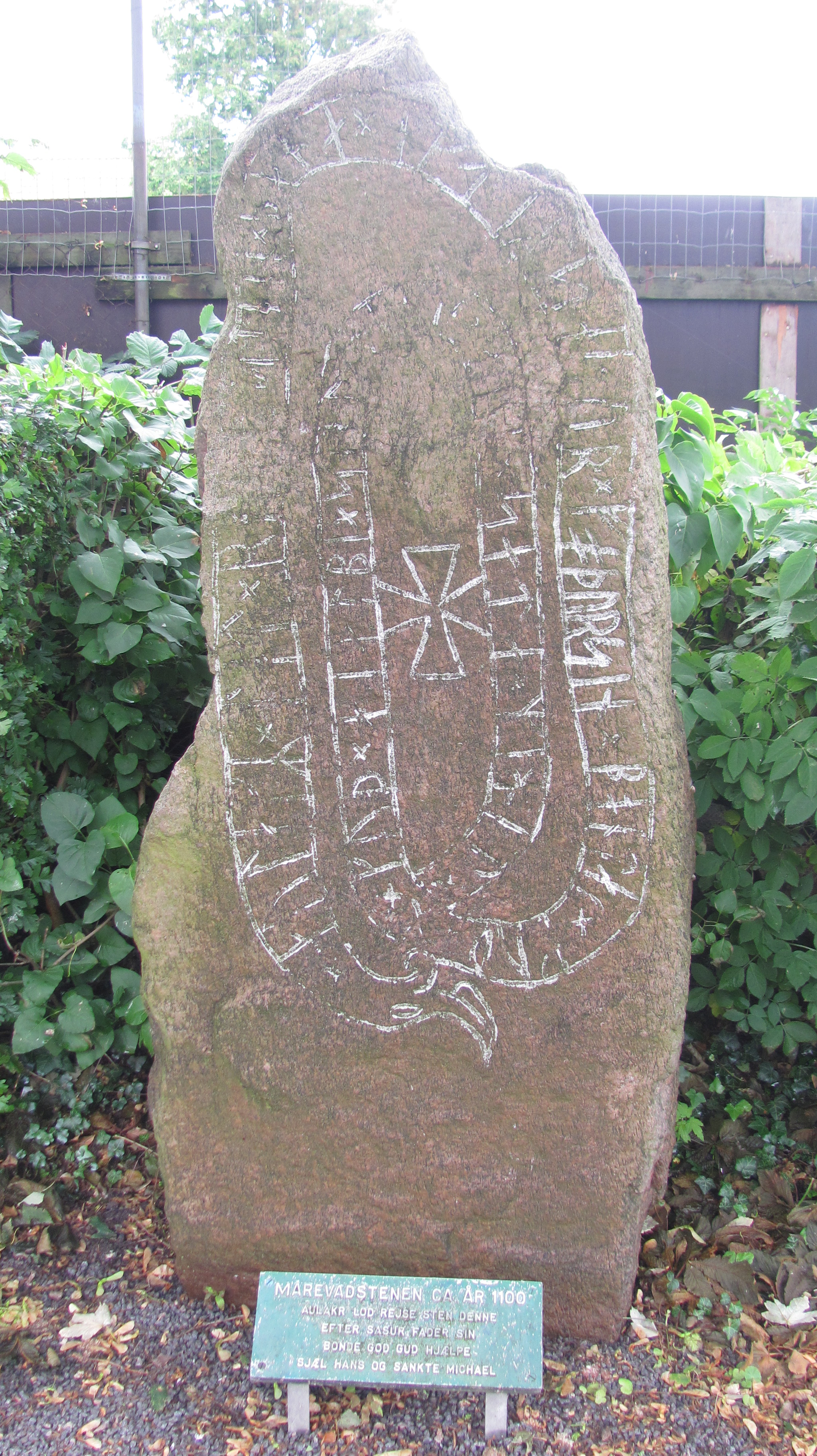
Runenstein Marevadsten – Klemensker 4
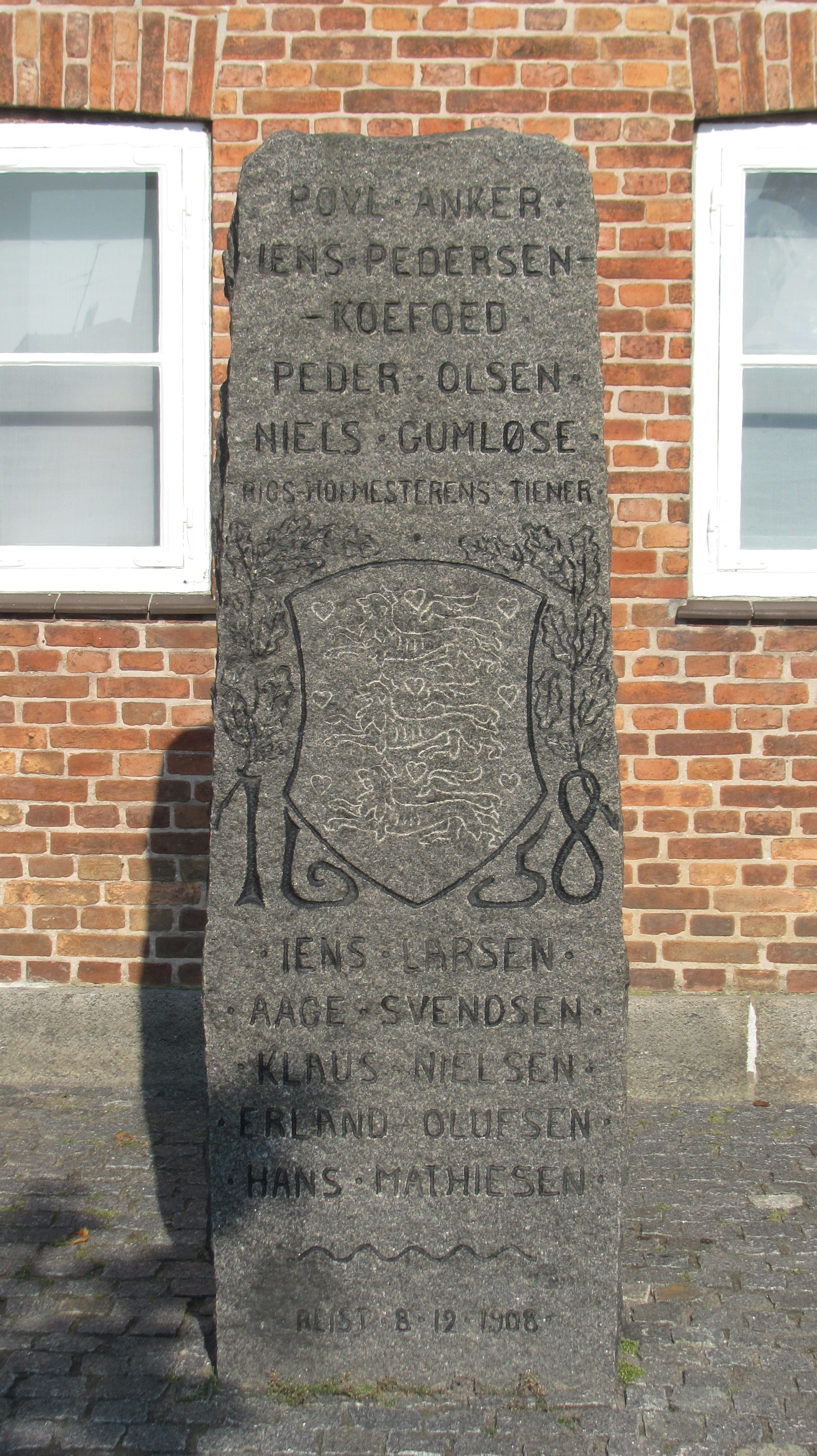
Denkmal der Freiheitskämpfer

## Geschichte
Hasle erhielt 1555 Stadtrechte. Das Wappen von Hasle, ein weißes Kleeblattkreuz auf blauem Grund, ist seit 1584 bekannt.
Nach einem Krieg gegen Schweden musste Dänemark 1657 seine Besitzungen in Südschweden und Bornholm an Schweden abtreten. Noch heute ist man in Hasle stolz auf die aus Hasle stammenden Freiheitskämpfer, die unter der Führung von Jens Pedersen Kofoed (1628–1691) einen Aufstand gegen die schwedischen Besatzer organisierten, weswegen Schweden 1658 Bornholm an Dänemark zurückgab. An die Freiheitskämpfer erinnert heute ein Denkmal auf dem Marktplatz von Hasle.

## Sehenswürdigkeiten und Besonderheiten
Die Ørnekullerne, im Lystskov (Wald) etwa 300 m südlich des Ortes sind acht Rösen (dänisch Gravrøse ) aus der Bronzezeit. Die größte hat etwa 9,0 m Durchmesser und ist 1,2 m hoch.

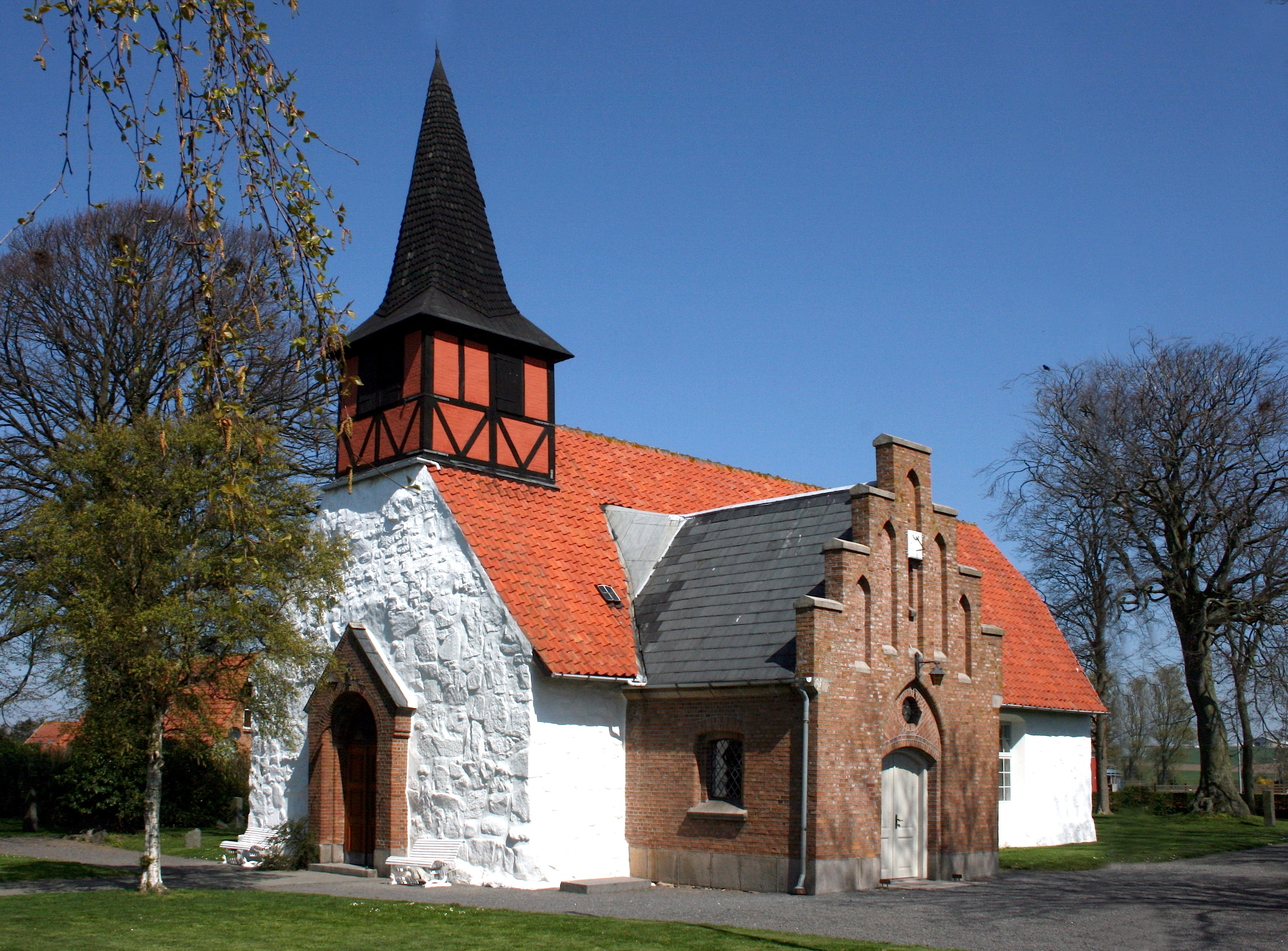
Die Kirche in Hasle

Sehenswert ist die Kirche, deren ältester Teil das spätgotische Langhaus ist. Sie hat einen niederdeutschen Altar aus dem 17. Jahrhundert, eine Renaissancekanzel von 1610 und anstatt eines Kirchturmes einen 1758 errichteten Dachreiter aus Fachwerk. Auf dem Friedhof liegt der in Hasle geborene Tenor Vilhelm Herold (1865–1937) begraben.
Auf dem Friedhof, der die Kirche umgibt, steht ebenfalls der wegen eines eingravierten Kreuzes ungewöhnliche und fast 2 m hohe Runenstein Marevadstenen aus der Zeit um 1100. Auf dem Stein sind die Runen spiralförmig angeordnet.

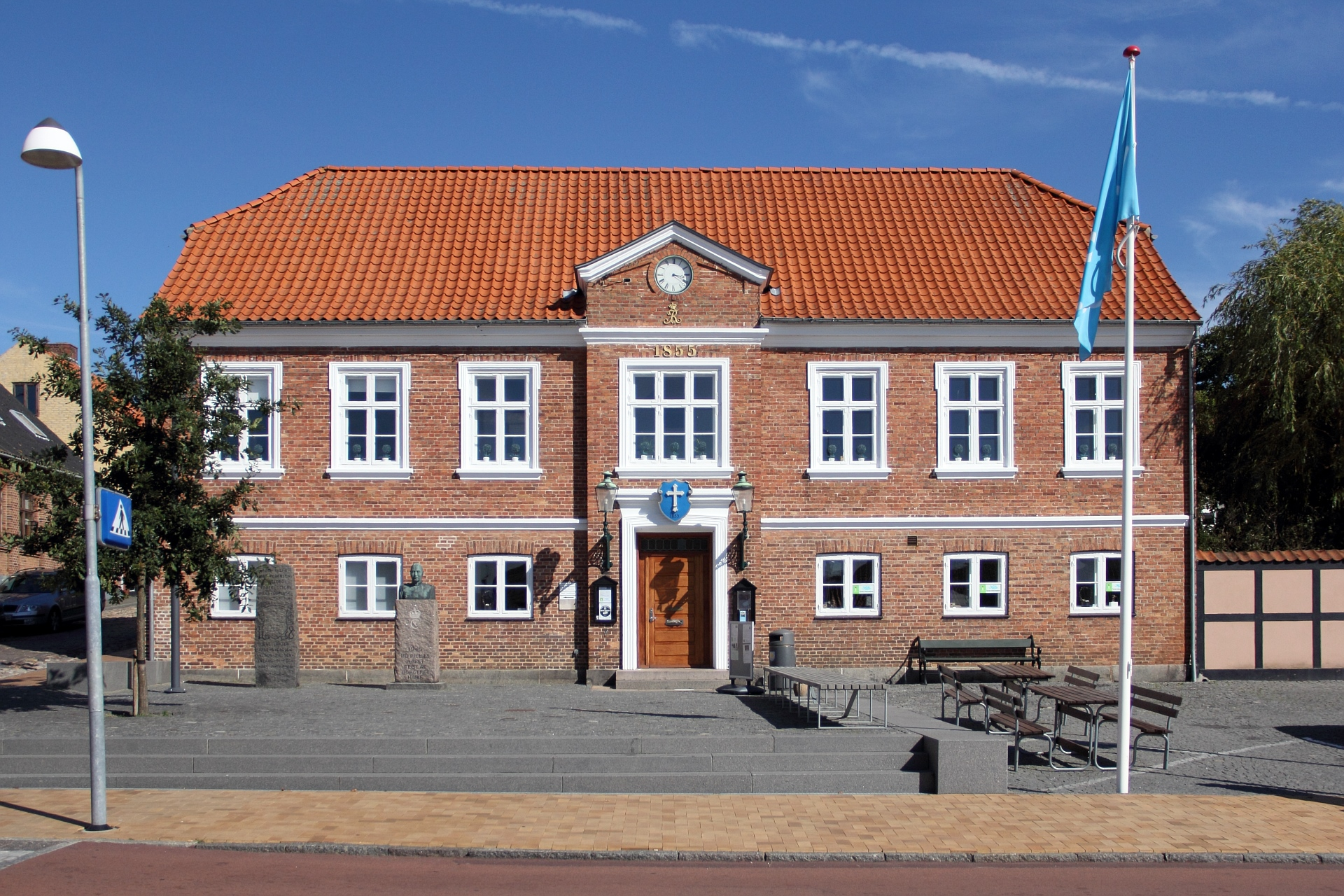
Das Rathaus in Hasle

Auf dem Marktplatz ist vor dem 1855 erbauten Rathaus ein Denkmal für die aus Hasle stammenden Freiheitskämpfer Jens Pedersen Kofoed, Peder Olsen, Niels Gumløse und Pastor Povl Hansen Ancher sehenswert, die im 16. Jahrhundert gegen die schwedische Besatzung Bornholms kämpften. Das Denkmal wurde am 8. Dezember 1908 anlässlich des 250. Jahrestages des Aufstandes errichtet. Daneben erhebt sich ein Denkmal für den dänischen König Christian X. (1870–1947).
Im Ortskern von Hasle wurde im Kaufmannshof Grønbechsgård aus dem 19. Jahrhundert ein Zentrum des Kunsthandwerks eingerichtet, dessen Dauerausstellung mit den Werken von 60 namhaften dänischen Künstlern sowie wechselnde Ausstellungen auf einer Fläche von 1500 m² viele Besucher anlocken.
Viel besucht wird ebenfalls die restaurierte alte Räucherei am Hafen, eine der letzten ihrer Art. Eines der fünf Gebäude wurde in ein Museum umgewandelt, das die Geschichte und die große Bedeutung der Heringsräucherei für Bornholm im 19. Jahrhundert erläutert. Im Juli feiert Hasle das Heringsfest. Südlich vom Hafen gab es früher Heringsräuchereien. Sie wurden instand gesetzt und werden auf alte Weise betrieben. Das Räuchern der Heringe erfolgt mit nassem Erlenholz. Im Hafen werden heute vor allem Bornholmer Granit, Fisch und Getreide umgeschlagen.
Östlich des Ortes steht an der Weggabelung nach Rønne, Hasle und Klemensker der höchste Runenstein Bornholms, der Brogårdstein aus der Zeit um 1100. Seine Höhe beträgt 2,67 m und seine Breite 1,40 m, und bis 1868 diente er als Brücke über den Bach Baggeå.
Die 1875 erbaute Bymøllen gehört zu den historischen Windmühlen auf Bornholm.

## Wirtschaft
Ende des 18. Jahrhunderts hat man auf Bornholm nach Kohle gegraben. Dabei wurden Lehmschichten abgetragen, die sich als hochwertiger Rohstoff erwiesen. So entwickelte sich im Nachbarort Muleby die einst weit über Dänemark hinaus bekannte Hasle Klinker- og Chamottestensfabrik, die von 1843 bis etwa 1997 bestand und in den 1950er-Jahren mit bis zu 1.200 Beschäftigten der größte Arbeitgeber Bornholms war. Deren Erzeugnisse wurden mit einer eigens gebauten Schmalspurbahn, der Industriebahn Hasle Klinker- og Chamottestensfabrik von der Fabrik zum Hafen von Hasle befördert.
Durch die Kohlesuche entstanden zwei künstliche Seen:
- der Smaragdsø liegt bei der Klinkerfabrik in Muleby, von der Ostsee nur durch einen Damm und den Strand getrennt.
- der Rubinsø mit seinen dicht bewachsenen steilen Ufern liegt etwas näher bei der Stadt Hasle.

## Umgebung

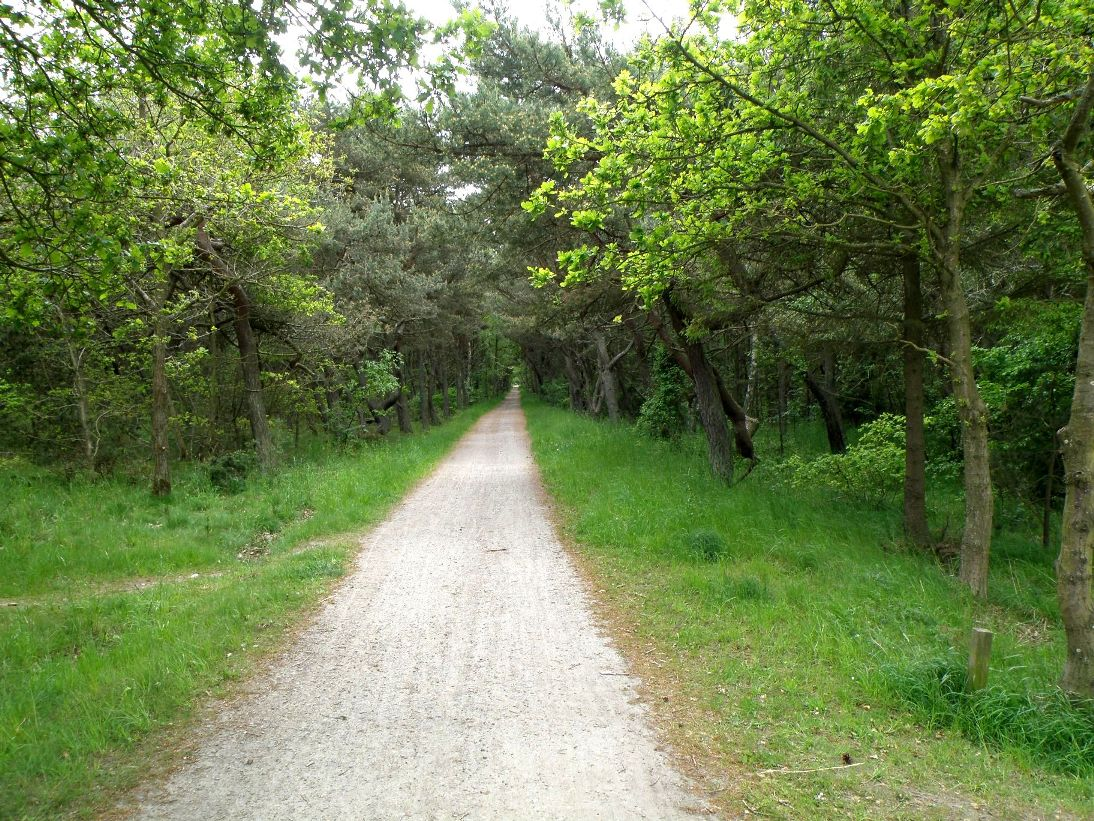
Küstenradweg im Wald südlich von Hasle

Südlich Hasle liegen Kiefernwälder und ein steiniger Sandstrand. Die nördliche Küste ist felsig und erreicht mit den über 40 Meter hohen Klippen von Jons Kapel und Hvidkleven beachtliche Maße. Hier führen die nationale Radroute Bornholm Rundt und der Wanderweg Redningsstien entlang der Küste über die Fischerdörfer Helligpeder und Teglkås nach Hammershus.